# Phillip Omondi
Phillip Omondi (ur. 1957 w Tororo, zm. 21 kwietnia 1999) – ugandyjski piłkarz i trener.

## Życiorys
Phillip Omondi urodził się w 1957 roku w Tororo, ugandyjskim mieście w pobliżu granicy z Kenią. Jego rodzice byli Kenijczykami. Początkowo trenował boks.
W trakcie kariery piłkarskiej występował w Kampala City Council FC. W latach 1976 i 1977 wywalczył z tym klubem mistrzostwo Ugandy, a w latach 1974-1975 i 1978 był wicemistrzem kraju.
10 kwietnia 1976 w zderzeniu z bramkarzem Kilembe Mines FC Omondiemu pękła trzustka, co miało zakończyć jego karierę. Zawodnik przeszedł trzy operację w Kampali i jedną w Anglii po czym niespodziewanie wrócił do gry w czerwcu 1977.
W 1978 roku zdobył z KCC FC Klubowy Puchar CECAFA pokonując w finale 3:2 po rzutach karnych (po dogrywce było 0:0) Simba SC z Tanzanii. Stołeczny zespół był pierwszą drużyną z Ugandy, która wygrała to trofeum. W tym samym roku dotarł z zespołem do ćwierćfinału Afrykańskiego Pucharu Mistrzów Krajowych. Po tych sukcesach, wraz z kilkoma innymi piłkarzami wyjechał do Zjednoczonych Emiratów Arabskich, gdzie Ugandyjczykom zaproponowano półprofesjonalne kontrakty (dotąd byli amatorami). Omondi trafił do Nadi asz-Szarika, gdzie spędził dwa sezony. Doznał tam kolejnej kontuzji, a po wyleczeniu jej i półtorarocznej przerwie powrócił do Kampala City Council FC.
Omondi był jednym z liderów reprezentacji Ugandy, która w latach 70. XX wieku miała najlepszy okres w historii. Omondi brał udział w Pucharach Narodów Afryki w latach 1974, 1976, i 1978. W ostatnim z tych turniejów Uganda zdobyła wicemistrzostwo kontynentu, a Omondi został królem strzelców imprezy (wraz z dwoma innymi graczami zdobył po trzy bramki). Został wybrany także do najlepszej jedenastki turnieju. W półfinale zawodów zaś strzelił słynnego gola, gdy w meczu przeciwko Nigeryjczykom wyszedł sam na sam z Emmanuelem Okalą i ośmieszył bramkarza rywali trzykrotnie markując strzał. Okala nadaremno rzucał się wówczas by obronić piłkę po kopnięciu, którego nie było. Po trzecim takim zwodzie Omondi strzelił gola do pustej już bramki.
Po zakończeniu kariery piłkarskiej Phillip Omondi skończył kurs trenerski w Niemczech, a następnie był trenerem Bank of Uganda FC i KCC FC.

### Śmierć
Zmarł w 1999 roku na gruźlicę. Miał troje dzieci.
W Kampali istnieje stadiom noszący imię Phillipa Omondiego. Od 2016 roku boisko jest certyfikowane przez FIFA, a 22 lipca 2017 odbył się tu pierwszy międzypaństwowy mecz, w którym Uganda pokonała Sudan Południowy 5:1. Omondi jest uznawany za najwybitniejszego piłkarza w historii Ugandy, a przez niektórych nawet za najlepszego piłkarza w historii Afryki. Abédi Pelé przyznał niegdyś, że jego idolami byli Nigeryjczyk Segun Odegbami oraz właśnie Omondi.